# Bomnar-ui gom-eul joh-ahase-yo?
Bomnalui gomeul johahaseyo? (봄날의 곰을 좋아하세요??), noto anche con i titoli Spring Bears Love e Do You Like Spring Bear? è un film del 2003 diretto da Donald Yong-ih.

## Trama
Hyun-chae è una ragazza irrequieta e con un padre alcolizzato, che non è mai riuscita ad avere relazioni di lunga durata, che rincontra un suo amico d'infanzia.